# Mutiny/The Bad Seed
'Mutiny/The Bad Seed – album kompilacyjny zespołu The Birthday Party. Jego zawartość została wydana pierwotnie w 1983 roku jako dwa single. Pierwszy z nich The Bad Seed wydało wydawnictwo 4AD, natomiast drugi Mutiny! przez wydawnictwo Mute. 
W 1988 połączoną zawartość wydało powtórnie wydawnictwo 4AD.

## Spis utworów

### The Bad Seed
1. "Sonny's Burning" (Cave, Harvey, Howard, Pew)
2. "Wildworld" (Cave, Harvey)
3. "Fears Of Gun" (Cave, Harvey)
4. "Deep in the Woods" (Cave, Harvey)

### Mutiny!
1. "Jennifer's Veil" (Cave, Howard)
2. "Six Strings That Drew Blood" (Cave, Howard)
3. "Say a Spell" (Howard)
4. "Swampland" (Cave, Harvey, Howard, Pew)
5. "Pleasure Avalanche" (Cave)
6. "Mutiny In Heaven" (Cave, Harvey)

## Skład zespołu
- Nick Cave – śpiew
- Rowland S. Howard – gitara (tylko podczas sesji "The Bad Seeds")
- Mick Harvey – organy, pianino, gitara, perkusja
- Tracy Pew – gitara basowa
- Phill Calvert – perkusja (tylko podczas sesji "The Bad Seeds")
- Blixa Bargeld – gitara(tylko podczas sesji "Mutiny!")